# Poecilocloeus lepidus
Poecilocloeus lepidus är en insektsart som beskrevs av Marius Descamps 1976. Poecilocloeus lepidus ingår i släktet Poecilocloeus och familjen gräshoppor. Inga underarter finns listade i Catalogue of Life.